# 츠루네 -카제마이고교 궁도부-
《츠루네 -카제마이고교 궁도부-》(일본어: ツルネ ―風舞高校弓道部―)는 고등학교 궁도부를 소재로 한 아야노 코토코(綾野ことこ)의 라이트 노벨 및 이를 원작으로 한 애니메이션이다. 2016년 KA에스마 문고를 통해 1권이 출간되었고, 2017년 10월 교토 애니메이션을 통한 애니메이션화가 발표되어 2018년 10월부터 2019년 1월까지 방영되었다. 2020년 10월 22일에 극장판 제작이 결정되었다. 제목의 '츠루네'(ツルネ: 弦音, 현음)는 활을 쏠 때 활시위에서 울리는 소리를 뜻한다.

## 등장인물

### 카제마이고교 궁도부
나루미야 미나토 (일본어: 鳴宮 湊)
성우 : 우에무라 유토
카제마이 고등학교 1학년. 어머니와 같이 본 궁도 시합을 계기로 궁도의 매력에 빠지게 되었고, 중학교 입학후 곧바로 궁도부에 들어가 실력파 궁사로 불리며 에이스 노릇을 했다. 그러나 어떠한 사고로 어머니를 잃는 등  이런저런 고통을 겪은 이후로 활을 쏘는 타이밍을 제대로 잡지 못하는 극심한 슬럼프에 빠지게 되었고, 결국 대회에서 실수를 연발해 팀이 패하게 되는 원인을 제공하자 궁도를 그만 두기로 한다. 허나 완전히 미련은 버리지 못한 상태였고 고교 입학후 이런저런 사건을 통해 복귀한다. 현재 아버지와 같이 살고 있다.
타케하야 세이야 (일본어: 竹早 静弥)
성우 : 이치카와 아오이
카제마이 고등학교 1학년. 미나토와는 어렸을 때부터 알고 지낸 사이자 중학교 시절 궁도부에서 한솥밥을 먹은 베프. 공부를 매우 잘하는 수재라 신입생 선서를 했다. 가족으로는 어머니와 아버지가가 있다. 미나토가 과거의 트라우마를 극복하고 다시 궁도를 시작할 수 있게 도와준다.
야마노우치 료헤이 (일본어: 山之内 遼平)
성우 : 스즈키 료타
카제마이 고등학교 1학년. 미나토, 세이야와는 초등학교때부터 알고 지낸 사이. 중학교는 두 사람과 다른 곳으로 진학해 3년간 연락도 못하고 지냈만, 고등학교 입학시점에서 재회. 미나토의 궁도하는 모습을 보고 중학교때 궁도부에서 활동했다고 한다.
키사라기 나나오 (일본어: 如月 七緒)
성우 : 야노 쇼고
카제마이 고등학교 1학년. 후드티 속성. 여학생들에게 인기가 많은 특성과 "메하"라는 인사법을 보여준다. 오노기 카이토를 "캇쨩"이라고 부른다.
오노기 카이토 (일본어: 小野木 海斗)
성우 : 이시카와 카이토
카제마이 고등학교 1학년. 나나오의 사촌. 눈매가 매우 날카로워 무서운 이미지 특성의 캐릭터다.
모리오카 토미오 (일본어: 森岡 富男)
성우 : 스즈키 카츠미
시라기쿠 노아 (일본어: 白菊 乃愛)
성우 : 나나세 아야카
세오 리카 (일본어: 妹尾 梨可)
성우 : 타이치 요우
하나자와 유우나 (일본어: 花沢 ゆうな)
성우 : 시마부쿠로 미유리

### 키리사키고교 궁도부
후지와라 슈 (일본어: 藤原 愁)
성우 : 오노 켄쇼
키리사키 고등학교 1학년. 미나토와 세이야와는 중학교 당시 동료.
모토무라 히로키 (일본어: 本村 宏樹)
성우 : 테라시마 타쿠마
사세 다이고 (일본어: 佐瀬 大悟)
성우 : 미야자와 유우
스가와라 센이치 (일본어: 菅原 千一)
성우 : 코바야시 유스케
스가와라 만지 (일본어: 菅原 万次)
성우 : 아마사키 코헤이
카바시마 우메타로 (일본어: 椛島 梅太郎)
성우 : 카네코 마코토
유시마 카오루 (일본어: 湯島 薫)
성우 : 이노마타 사토시

### 츠치미네 고교 궁도부
2기부터 등장.
니카이도 에이스케 (일본어: 二階堂 永亮)
성우 : 후쿠야마 쥰
츠지미네 고교 궁도부 2학년 부원. 키리사키 중학교 출신으로 미나토, 세이야, 슈와는 궁도부에서 한솥밥을 먹은 적이 있는 선후배 사이.
후와 코시로 (일본어: 不破 晃士郎)
성우 : 콘도 타카유키
히구치 토우마 (일본어: 樋口 柊馬)
성우 : 히로세 유야
아라가키 레이지 (일본어: 荒垣 黎司)
성우 : 우메하라 유이치로
오오타구로 켄유 (일본어: 大田黒 賢有)
성우 : 아자카미 요헤이

### 그 외
타키가와 마사키 (일본어: 滝川 雅貴)
성우 : 아사누마 신타로
궁도의 실력자. "후"라는 이름의 올빼미를 키우고 있다. 미나토는 밤의 궁도장에서 우연히 그를 만났지만 어째서인지 현실세계에서는 이미 이 세상사람이 아닌듯한 언급이 있었다. 하지만 그것은 성이 비슷한 타키자와라는 사람이었다고 한다. 미나토와 같은 고민을 가지고 수행해 온 것으로 보인다.
타키가와 렌 (일본어: 滝川 蓮)
성우 : 야스무라 마코토
타카가와 마사키의 형. 사진 작가.

## 극장판

### 극장판 츠루네 -시작의 한 발-
《극장판 츠루네 -시작의 한 발-》(劇場版ツルネ －はじまりの一射－)의 타이틀로, 2022년 8월 22일에 공개.